# Kołbacz (przystanek kolejowy)
Kołbacz – nieczynny przystanek kolejowy położony w Kołbaczu, w powiecie gryfińskim, w województwie zachodniopomorskim, w Polsce.